# Svenska Margaretakyrkan
Svenska Margaretakyrkan är en kyrka på Hammersborg i Oslo som hör till Svenska kyrkan. Kyrkan stod färdig  1925 och har adressen Hammersborg torg 8.
Margaretakyrkan är församlingskyrka för Svenska kyrkan i Norge (fram till 2015 benämnt Svenska Margaretaförsamlingen i Oslo).

## Byggnadens och församlingens historia
Svenska kyrkan började sitt arbete i Kristiania 1911, då den förste prästen, Oscar Krook, sändes dit. En svensk kyrkoförening grundades 1913. I början av 1900-talet bodde det många svenskar i staden, mer än 13 000 1901 av en befolkning på runt 225 000, 1920 runt 9 000 (svenska medborgare och deras barn). Första bidraget till kyrkbygget kom från tvätterskan Sofia Johansson, som besökte och gav prästen 2 kr i begynnelsebidrag. Oslo kommun donerade tomten, svenska staten bidrog med 125 000 kronor, därtill kom pengar från lotterier och basarer som anordnats av stadens svenskar. 1922 hade man nått fram till det efterlängtade första spadtaget i kyrkobygget.  
Arkitekt var Lars Israel Wahlman, som även har ritat Engelbrektskyrkan i Stockholm. Altartavlan framställer Bergspredikan och är målad av Gunnar Torhamn. Kyrkan har takmålningar utförda av Tor Hörlin och föreställer profeter ur Bibeln, samt saligprisningarna ur Johannesevangeliet. Kyrkfönstren hade olikfärgade, blyinfattade glas, men inga motiv. Wahlmans intention var att "Kyrkan skall inte utestängas från världen och världen skall inte utestängas från kyrkan". Dessa fönster släppte därför in en hel del ljus i kyrkorummet. Efter andra världskrigets slut uppfördes glasmålningar av Per Vigeland, vilka dock blev förstörda i samband med bombdådet i Oslo den 22 juli 2011. Antalet platser är 350. Stilen är en blandning av 1920-talsklassicism och nybarock. 
Kyrkan fick sitt namn efter den svenska kronprinsessan Margareta (1882–1920), gift med kronprinsen som blev kung Gustaf VI Adolf av Sverige 1950. Kyrkan invigdes 1925 av dåvarande ärkebiskopen Nathan Söderblom. 1931 blev kyrkan överförd från kyrkoföreningen till den nybildade Svenska Margaretaförsamlingen. Kyrkan restaurerades 1990 under ledning av arkitekt Ove Hidemark. Det tidigare vapenhuset byggdes då om till kapell, Mariakapellet, som nu blivit huskapell och plats för andakter och mindre dop- och vigselföljen. Här finns också ett krucifix av Birger Boman, en matta av Ylva Sjöström-Vormedal och två "Maria"-textilier av Anita Grede.
I Margaretakyrkan finns förutom kyrksal även församlingssalar, expedition, kontor och bostäder.

### Orglar
Kyrkan har två större orglar samt en kistorgel.
Orgel i romantisk stil
På läktaren i väst finns en orgel av romantiskt stilideal som byggdes 1925 av E A Setterquist och Son i Örebro. Den är mekanisk med pneumatiska lådor. Fria och fasta kombinationer finns till orgeln och den har ett tonomfång på 58/30. Uppbyggnaden av orgel består mycket av transmissioner.
| Huvudverk I         | Svällverk II        | Pedal         | Koppel    |
| Borduna 16’         | Borduna 16’         | Subbas 16’    | I/P       |
| Princial 8’         | Principal 8’        | Violon 16’    | II/P      |
| Flûte harmonique 8’ | Rörflöjt 8’         | Ekobas 16'    | II/I      |
| Gedackt 8’          | Salicional 8’       | Borduna 8'    | II 16'/II |
| Gamba 4’            | Violin 8'           | Violoncell 8' | I 4'/I    |
| Octava 4’           | Voix celeste 8'     | Octava 4'     |           |
| Octava 2'           | Flûte octaviante 4' | Basun 16'     |           |
| Cornet 4 chor       | Salicet 4'          |               |           |
| Trumpet 16'         | Waldflöjt 2'        |               |           |
| Trumpet 8'          | Oboe 8'             |               |           |

Orgel i senbarockstil
I kyrkans kor (på norra korväggen) står en orgel sedan slutet av 2016. Orgelinstrumentet är byggt av den slovenske orgelbyggaren Tomaž Močnik i senbarockens ideal (typ Silbermann) och har 19 stämmor. Orgeln har helmekanisk traktur. Den är stämd i Neidhardt 440, oliksvävande, med omfång C - f3 i manual. Dispositionen av stämmor går delvis utanför Silbermanns ideal. De tillförda stämmorna är hämtade från andra, med Silbermann samtida orgelbyggare, och markerade i uppställningen nedan med *. 
| Huvudverk/Manual I C-f3  | Öververk/Manual II C-f3 | Pedal C-d1  | Huvudverk/Manual 1 c-f3 | Koppel |
| ------------------------ | ----------------------- | ----------- | ----------------------- | ------ |
| Borduna 16               | Gedackt 8               | Subbas 16   | transmit Bordun 16      | I/II   |
| Principal 8              | Quintadehn 8            | Octavbass 8 | transmit Principal 8    | I/P    |
| * Gemshorn 8             | Principal 4             | Flöttbass 8 | transmit Doppelflött 8  | II/P   |
| * Doppelflött 8          | * Holzflött 4           | Octav 4     | transmit Octav 4        |        |
| Oktav 4                  | Cornet 3                | Trompett 8  | transmitt Trompett 8    |        |
| Oktav 2                  | Nazard 3                | Posaune 16  |                         |        |
| Sesquialtera 3           | * Waldflött 2           |             |                         |        |
| Quint 3 (Sesquialtera 3) | Zimbeln 1               |             |                         |        |
| Mixtur 3 chor            | Krumhorn 8              |             |                         |        |
| Trompett 8               | Glöcklein               |             |                         |        |
| Rohrflött 4              | Tremulant               |             |                         |        |
| Tremulant                |                         |             |                         |        |

## Andra världskriget
Under andra världskriget hade Margaretakyrkan och dess präst Axel Weebe, som genom knytningen till ambassaden kunde agera mera fritt i Margaretakyrkan, stora möjligheter. Detta tillfälle att på olika sätt bistå både landsmän och norrmän togs tillvara på ett fantastiskt sätt. Axel Weebe, hans hustru Ulla och församlingens medarbetare kunde vara förbindelselänkar till Sverige och mottagare av hjälpsändningar. Otaliga resor gjordes då mängder av förnödenheter insamlade i Sverige togs in och fördelades av kyrkan och andra hjälporgan. Det kom särskilda paket som kunde delas ut till dem som hade svenskanknytning, och antalet svenskar i församlingen flerdubblades i och med det.
Kyrkans lokaler blev också utspisningsplats för tusentals barn varje dag, vilka här fick äta av den så kallade ”svenskesuppen”. Det fanns också fyra vackra minnen av denna utspisning. Kyrkfönstren, som förstördes i bombattentatet 22 juli 2011, var en gåva från dessa barn och deras familjer som tack för vad kyrkan gjort för dem. De fyra fönstren hade bibliska motiv med bland annat barn och bröd. Under krigsåren blev förmodligen kyrkan och dess lokaler utnyttjade i en utsträckning man inte upplevt efteråt. Kyrkan och alla salarna var fyllda av deltagare i söndagsgudstjänsterna. På vardagarna kunde upp till sjutusen barn utspisas dagligen, vid sidan om all övrig aktivitet och hjälpverksamhet.

## Nya kyrkfönster
De vid terrordådet den 22 juli 2011 sprängda fönstren ersattes 2014 med nya kyrkfönster formgivna av konstnären Rigmor Bové. Dessa har himlarymden som motiv. Konstnären utgår från psaltarpsalm 8; "När jag ser din himmel, som dina fingrar format, månen och stjärnorna du fäste där, vad är då en människa att du tänker på henne, en dödlig att du tar dig an honom?".